# Leucanopsis dissimilis
Leucanopsis dissimilis là một loài bướm đêm thuộc phân họ Arctiinae, họ Erebidae.